# Guerre civile mexicaine (1839-1841)
La guerre civile mexicaine (espagnol : guerra civil mexicana) est un conflit qui se déroule entre le 20 mars 1839 et le 10 octobre 1841, opposant deux clans politiques : d'un côté les partisans du dictateur Antonio López de Santa Anna dit les santanistes, et d'un autre les partisans d'un autre dictateur déchu Anastasio Bustamante dit les bustamantistes. 
Cette guerre de lutte pour le pouvoir fut dévastatrice pour la population locale et les républicains ne sont pas parvenus à s'interposer entre les deux clans. 
D'un point de vue international, ce conflit intéressa les puissances étrangères surtout les États-Unis et l'Espagne, qui souhaitaient être garanties d'une alliance avec le Mexique et le vainqueur. Les Américains apportèrent leur soutien à Santa Anna et les Espagnols à Bustamante. 
La guerre prend fin en 1841 après la défaite des bustamantistes et la prise de Mexico par les santanistes. 
Santa Anna reprit les pleins pouvoirs et poussa Bustamante et ses alliés à l'exil. Santa Anna est définitivement renversé quatorze ans plus-tard par la révolution d'Ayutla.

## Contexte
Depuis son indépendance, le Mexique est instable. La République fédérale, officiellement en place de 1824 à 1835, est sans cesse secouée par des coups d'État. Le premier est celui du général Anastasio Bustamante qui, en 1830, prend les pleins pouvoirs, suspend la république et établit un régime autoritaire. Deux ans plus tard, celui-ci est renversé par la résistance républicaine menée par le général Melchor Múzquiz.
Mais en 1833, la république est de nouveau renversée par le général Antonio López de Santa Anna, opposant aux républicains et à Bustamante, qui prend à son tour les pleins pouvoirs instaurant une nouvelle dictature. 

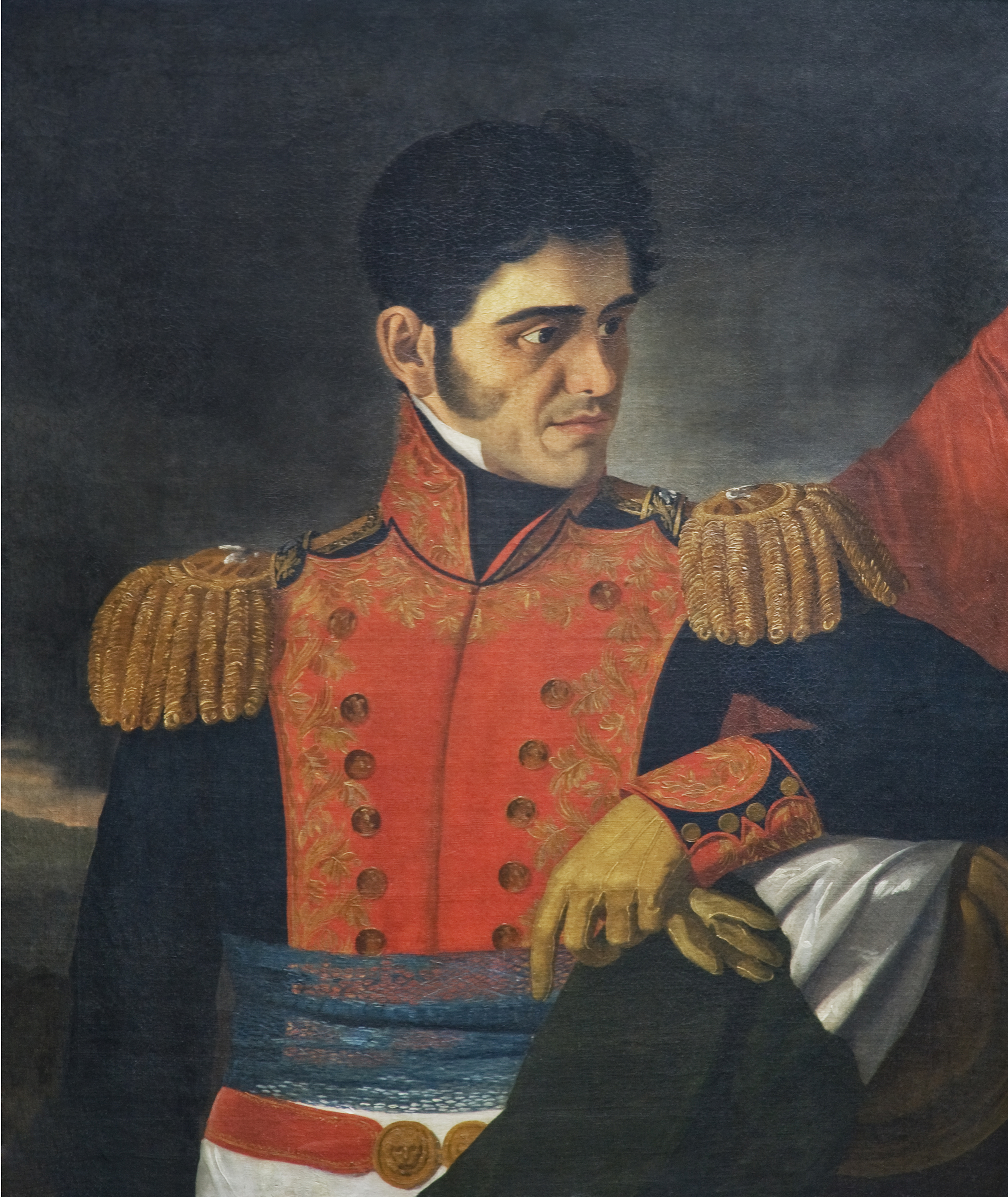
Santa Anna.

Celle-ci ne dure qu'une année, jusqu'en 1835, date à laquelle les républicains conservateurs prennent le pouvoir donnant naissance à la République centraliste. 
Cette dernière n'empêche pas un nouveau coup d'État qui aboutit au retour au pouvoir de Bustamante en 1837. Durant cette période de nouvelle dictature, les partisans de Santa Anna le supplient d'intervenir et de reprendre le pouvoir. 
Les républicains étant en constant recul face aux répressions du gouvernement Bustamante, le régime est maintenu. En 1838, Santa Anna profite de la guerre contre la France (guerre des Pâtisseries), pour revenir sur le territoire.
Le gouvernement de Bustamante ayant été contraint de faire la paix avec les Français, ce dernier est en difficulté avec le retour des santanistes qui contestent son pouvoir.  

## Déroulement

### Début des hostilités
La partie texane de l'État mexicain de Coahuila y Tejas entre en rébellion en mars 1836 (voir révolution texane). Santa Anna profite de la situation pour débarquer clandestinement avant de marcher à la tête de 6 000 recrues inexpérimentées vers le nord pour remettre la province rebelle sous contrôle. Il assiège et prend Fort Alamo le 6 mars, mais il est capturé par les forces séparatistes après la bataille de San Jacinto le 22 avril 1836. Menacé dans son intégrité physique, il ordonne le retrait des troupes du Texas. Ordre qui n'aurait pas dû être suivi, aucune armée ne devant obéir à un chef prisonnier. À Mexico, le gouvernement du président José Justo Corro, après avoir appris la nouvelle, ordonna son arrestation. Après quelque temps de captivité et d'éloignement aux États-Unis, il est autorisé à retourner au Mexique. Il se retire alors dans l'État de Veracruz dans une de ses propriétés. En 1837, le général Anastasio Bustamante renverse la république et reprend les pleins pouvoirs. En 1838, Santa Anna voit une chance de reprendre le pouvoir quand la marine de Louis-Philippe débarque à Veracruz sous prétexte de faire indemniser des commerçants français victimes de troubles à Mexico. Intervention appelée guerre des Pâtisseries. On dit qu'il était dans son hamac en son hacienda et qu'entendant la canonnade, il bondit sur son cheval en direction du port.
Avec peu d'hommes et quasiment sans aide du gouvernement (qui, en secret, espérait que les Français le débarrasseraient de lui), faisant preuve d'un grand courage physique, il se bat sans grand résultat contre l'envahisseur, et perd une jambe qu'il fit plus tard enterrer avec de grands honneurs à Mexico. Santa Anna garde le contrôle de son armée après le retrait des Français, ce qui lui permet de marcher sur Mexico et de renverser le dictateur Bustamante et de rétablir lui-même son régime autoritaire. Mais Bustamante et ses partisans ripostent et forment une armée dite de reconquête et marchent sur Mexico. C'est le début d'une guerre civile, entre les partisans de Bustamante (« les bustamantistes ») et ceux de Santa Anna (« les santanistes »). Juillet 1839, Santa Anna perd Mexico, repris par Bustamante. En septembre 1841, victime de plusieurs contestations après plusieurs défaites contre Santa Anna, il est contraint de céder le pouvoir à son « héritier », Francisco Javier Echeverría, qui est lui-même renversé par Santa Anna un mois plus tard,. Santa Anna met ainsi fin à la guerre et s'affirme comme seul et unique dirigeant du pays.

### Conséquences
Contraint de revenir en France à cause de la victoire des santanistes, Bustamante débarque à Paris en octobre 1842. Quant à Santa Anna, de retour au pouvoir ce dernier lève des taxes nécessaires au fonctionnement des administrations, de l'armée, de la formation d'un État présent, ce qui provoque la colère des classes aisées, hostiles aux impôts, et des classes populaires déjà très taxées. Plusieurs États mexicains cessent purement et simplement toute relation avec le gouvernement central. Le Yucatán se déclare république indépendante. En septembre 1844, l'opposition républicaine parvint à le renverser. Vaincu, il s'exile à Cuba. La république est rétablie durant un temps. Deux ans plus tard, en 1846, Santa Anna revient au pouvoir avant d'être de nouveau renversé en 1848. Cinq ans plus tard, en 1853, il revient une ultime fois à Mexico et exerce un pouvoir quasi absolu pendant plus de deux ans avant sa chute finale et son exil en Europe.